# کلاغ ماهی‌خوار
کلاغ ماهی‌خوار (نام علمی: Corvus ossifragus) نام یک گونه از سرده کلاغ است.